# Mistrzostwa Polski w Badmintonie 2012
Mistrzostwa Polski w Badmintonie 2012 – 48. edycja mistrzostw Polski w badmintonie, która odbyła się w Białymstoku w dniach 2–4 lutego 2012 roku w Hali Sportowej Zespołu Szkół Rolniczych.

## Medaliści mistrzostw
| Konkurencja             | Złoto                                                                                      | Srebro                                                                                          | Brąz |
| gra pojedyncza kobiet   | Kamila Augustyn (SKB Piast Słupsk)                                                         | Weronika Grudzina (MLKS Solec Kujawski)                                                         | Aneta Wojtkowska (LKS Technik Głubczyce) Aleksandra Walaszek (LKS Technik Głubczyce)                                                                                       |
| gra pojedyncza mężczyzn | Przemysław Wacha (LKS Technik Głubczyce)                                                   | Rafał Hawel (SKB Piast Słupsk)                                                                  | Dariusz Zięba (LUKS Badminton Choroszcz) Michał Rogalski (UKS Hubal Białystok)                                                                                             |
| gra podwójna kobiet     | Natalia Pocztowiak (LKS Technik Głubczyce) Agnieszka Wojtkowska (LKS Technik Głubczyce)    | Kamila Augustyn (SKB Litpol-Malow Suwałki) Joanna Szleszyńska-Łogosz (SKB Litpol-Malow Suwałki) | Monika Bieńkowska (LUKS Badminton Choroszcz) Ewa Jarocka-Burniewicz (Hubal Białystok) Aleksandra Walaszek (LKS Technik Głubczyce) Aneta Wojtkowska (LKS Technik Głubczyce) |
| gra podwójna mężczyzn   | Robert Mateusiak (Hubal Białystok) Michał Łogosz (SKB Litpol-Malow Suwałki)                | Łukasz Moreń (SKB Litpol-Malow Suwałki) Wojciech Szkudlarczyk (LKS Technik Głubczyce)           | Hubert Pączek (AZS AGH Kraków) Michał Rogalski (UKS Hubal Białystok) Adrian Dziółko (UKS Hubal Białystok) Patryk Szymoniak (UKS Hubal Białystok)                           |
| gra mieszana            | Wojciech Szkudlarczyk (LKS Technik Głubczyce) Agnieszka Wojtkowska (LKS Technik Głubczyce) | Jacek Kołumbajew (AZS UW Warszawa) Martyna Poprzeczko (LKS Naprzód Zielonki)                    | Wojciech Buczyński (UKS Sokół Ropczyce) Anna Belicka (MKS Orlicz Suchedniów) Łukasz Moreń (SKB Litpol-Malow Suwałki) Natalia Pocztowiak (LKS Technik Głubczyce)            |